# 加沙种族灭绝的学术和法律讨论
截至2024年中，法律学者们逐渐达成共识，认为以色列正在加沙实施种族灭绝。

## 大屠杀和种族灭绝研究
2023年末，许多大屠杀和种族灭绝研究学者表达的观点，与该领域的其他人以及其它学术领域的专家不一致：在战争中尽管巴勒斯坦人丧命多得多，但他们并没有谴责以色列的暴力行为。:2-3
10月13日，拉兹·西格尔称对加沙加强封锁（包括剥夺平民的水和食物）是“教科书式的种族灭绝案例”，并将其与1948年以色列建国期间的巴勒斯坦人大逃亡联系起来。其他学者也将以色列对基础设施、粮食和水的攻击称为种族灭绝。:32023年10月19日，有100个民间社会组织和6名种族灭绝学者，致信国际刑事法院检察官卡里姆·汗，呼吁他就已摆在其面前的案件，向以色列官员发出逮捕令；调查自10月7日以来在巴勒斯坦领土上所犯的新罪行，包括煽动种族灭绝；发表反对战争罪的预防性声明；以及提醒所有国家履行其在国际法下的义务。信中称，以色列官员的言论表现出“犯下战争罪、反人类罪和煽动种族灭绝的明显意图，使用非人化语言来描述巴勒斯坦人。”签署该文件的种族灭绝学者包括拉兹·西格尔、巴里·特拉赫滕贝格、罗伯特·麦克尼尔（Robert McNeil）、达米恩·肖特、塔纳·阿克恰姆和维多利亚·桑福德（Victoria Sanford）。西加尔称这场战争是“教科书式的种族灭绝案例”。
2023年11月3日，大屠杀和种族灭绝学者奥默·巴托夫在接受MSNBC采访时表示，“种族灭绝的可能性就在我们眼前”，:6并在2023年11月10日写道：“看着以色列—加沙战争的展开，我最担心的是当中存在种族灭绝意图，这很容易演变成种族灭绝行动。”一组五名大屠杀学者回应了巴托夫的文章，承认以色列官员“卑鄙的言论不容忽视”，同时又表示，只有少数官员发表了这样的言论，并指出哈马斯的罪行来为他们辩护。:7五位学者辩称，非人化的话语“并非种族灭绝意图的证据”。:7巴托夫后来表示，自2024年5月以来，“以色列无可否认地实施了系统性战争罪、反人类罪和种族灭绝行为”，并指出，以色列国内除了巴勒斯坦人，很少有人愿意接受这种观点。
社会学家和种族灭绝学者马丁·肖认为，“种族灭绝”一词未被充分使用，因为各国希望避免公约规定的“‘预防和惩罚’责任”；此外他还认为，存在一种“特别的抗拒，不愿意调查其对以色列行为的影响。西方国家一直在保护它，因为它们错误地认为，犹太人曾是种族灭绝历史上的主要受害者，因此不可能也是其实施者。”2024年1月，《种族灭绝研究杂志》上发表了马丁·肖的文章《无法避免的种族灭绝》（Inescapably Genocidal）。文章指出，将种族灭绝的框架应用于巴勒斯坦，虽然用一位评论员的话来说，“习惯性地引起了狂热的反击”，但以色列袭击加沙“代表了一种战略选择”，而不是无意的后果，因此称其为种族灭绝是合理的，也是无法避免的。
纽约市立大学教授维多利亚·桑福德将加沙事件与危地马拉种族屠杀进行了比较，即1960—1996年危地马拉20万玛雅人丧生和失踪的事件。桑福德和大屠杀与种族灭绝学者巴里·特拉赫滕贝格和约翰·考克斯（John Cox），详细对比了以色列政府官员和部长们的言论与其它种族灭绝中的言论之间的相似之处，包括危地马拉、卢旺达、波斯尼亚、达尔富尔、伊拉克北部和缅甸的种族灭绝事件。:6
施穆埃尔·莱德曼将以色列的行为称为种族灭绝暴力，但没有使用“种族灭绝”一词，批评该词简化了意图。他将加沙局势置于长期持续的压迫历史之中，包括大规模监视、集体惩罚、旅行和工作限制，以及定居殖民主义。:1-2,5他引用了社会学家伊娃·伊卢兹对加沙的讨论，以及人权律师拉贝·埃格巴里亚认定以色列正在进行种族灭绝，以强调即使专家们使用相同的分析框架（联合国种族灭绝公约），也会意见相左。:4但莱德曼也受到了批评，因为他没有引用专门的种族灭绝学者的分析，就以色列是否正在进行种族灭绝的问题，来判断是否存在不同意见。:8
指控以色列犯下种族灭绝罪被指控为反犹太主义。:8人类学家和社会学家迪迪埃·法辛强调，有三种修辞手法似乎在反复出现：将2023年10月7日作为事件的开始，而忽略之前的任何历史；:4夸张的说法，例如将10月7日的事件称为“又一次大屠杀”；:4-5歪曲事实，称在加沙采取的行动是有争议的，并经常反复声称以色列“军队是世界上最有道德的”。:5
种族灭绝学者马克·利文借用了A·德克·摩西的分析，即“绝对的安全化会使自己成为人类群体，更准确地说是平民，的集体目标，无论种族或基因问题”。:22024年1月，利文详细说明了以色列的行为至少是种族清洗，符合以色列情报部关于强制和永久转移所有加沙人的政策文件，该政策得到了内塔尼亚胡政府的支持。:5利文还认为，以色列的行为及其政客和官员的声明都表明，以色列正在进行种族灭绝。:5-7

## 中东研究
2024年3月，中东研究协会发表声明，谴责“对加沙巴勒斯坦人实施的种族灭绝暴力规模不断扩大”，同时表示以色列的行为构成了文化灭绝。
社会学家、种族灭绝学者乌古尔·乌米特·翁格尔认为，2023年以色列对加沙的袭击是“权力关系不对称和对平民采取毁灭态度”历史的延续。:6他说以色列的行动“在大规模暴力的数量、质量和动态方面无疑是反种族灭绝的”。:7诺曼·芬克尔斯坦认为，以色列总理本雅明·内塔尼亚胡将巴勒斯坦人描述为“亚玛力人”就是在叫嚣种族灭绝；他指责以色列发动了“种族灭绝战争”。
英国以色列历史学家伊兰·帕佩表示：“我们现在看到的是屠杀，它是种族灭绝冲动的一部分，即通过杀人来减少加沙居住的人数。”犹太人大屠杀历史学家阿莫斯·戈德堡表示，以色列在加沙的行动展现了种族灭绝的所有要素，包括高级官员的明确意图、广泛的煽动以及以色列社会对巴勒斯坦人的普遍非人化。他还说以色列在加沙的行动：“是的，这是种族灭绝。”历史学家约阿夫·迪卡普阿记录了哈达尔派中种族灭绝意识形态日益增长的历史，指出斯莫特里奇和本-格维尔是寻求采纳这种意识形态作为国家政策的政客，并利用以色列—哈马斯战争来实施他们的计划。:5,12-13
布鲁金斯学会在2024年5月23日至6月6日间进行了一项调查，调查的对象是758名研究该问题的中东学者和专家，其中大多数在美国，调查的问题是：“您如何定义目前以色列在加沙的军事行动？”在他们的回答中：“类似于种族灭绝的重大战争罪行”占41%；“种族灭绝”占34%；“重大战争罪行但不类似于种族灭绝”占16%；“不正当行为但不是重大战争罪行”占4%；“根据自卫权的正当行为”占4%；“我不知道”占2%。

## 国际法学者
法学家威廉·沙巴斯是世界著名的国际刑事法专家之一，他在2024年1月写道：“对我来说，越来越清楚的是，以色列的目标不是打败哈马斯，而是要驱逐或消灭加沙的人口。”2024年6月沙巴斯表示，在国际法院最近所有的种族灭绝案件中，南非提起的诉讼是最有力的，理由包括加沙基础设施的破坏，以色列政客声称加沙人是非人类或“人形动物”，以色列切断他们的电力、水和医疗服务。
在2024年5月的一次采访中，美国公民自由联盟前主任、人权观察联合创始人阿里耶·内尔详细说明了，以色列阻止援助和加沙人民随后的挨饿，为什么能表明是种族灭绝。威克森林大学教授巴里·特拉赫滕贝格说：“以色列自10月7日以来的所作所为显然严重违反了国际法——《种族灭绝公约》和《日内瓦公约》关于战争的条款。”大学人权网络（University Network for Human Rights）和波士顿大学法学院的一份联合报告发现：“以色列实施了种族灭绝行为，即杀戮、严重伤害和造成恶劣的生活条件，并且蓄意对加沙的巴勒斯坦人造成肉体毁灭。”5月，法律学者尼梅尔·苏尔塔尼详述并支持了法医架构的评估，即以色列已将国际人道主义法武器化为“人道主义暴力”。:10-11
2023年12月，国际刑事法院前首席检察官路易斯·莫雷诺·奥坎波告诉半岛媒体集团，对加沙的围困是一种种族灭绝，因为以色列强加给加沙的生活条件会导致巴勒斯坦人死亡。2024年1月，以人权律师迈克尔·斯法德为代表的一批以色列知名人士，向以色列总检察长和国家检察官发送了一封公开信，详述了“灭绝、驱逐和报复的言论”的例子。签名者们表示，以色列司法部门无视对加沙种族灭绝的煽动。

## 其它
2023年11月13日，德国哲学家、社会理论家于尔根·哈贝马斯和他法兰克福大学的三位同事发表声明，表示将以色列在加沙的行动归为种族灭绝意图属于判断错误。此番言论在德国引发了公众辩论。
2023年12月，多位国际医学和人道主义援助专家在《柳叶刀》上发表的信件中重申了种族灭绝的风险，同时详细说明了以色列阻止人道主义支持和援助是如何导致不必要死亡的，以及为什么死亡率将继续恶化。他们呼吁《种族灭绝公约》的签署国能迫使以色列停火。
各种期刊和学术组织发表多份公开声明，警告潜在的种族灭绝，并声明反对正在发生的种族灭绝。:5-6
历史学家迈克尔·贝伦鲍姆和波莉·扎瓦迪夫克（Polly Zavadivker）等一些人则认为，将以色列对加沙的袭击视为潜在的种族灭绝，会对将来成功起诉种族灭绝罪构成威胁，也会对大屠杀和种族灭绝研究领域构成威胁，将袭击描述为“种族清洗、战争罪、危害人类罪或有种族灭绝意图”会严重损害解决冲突的能力。